# 丁發祥
丁發祥（公元1615年－1694年），字瑞羽，河北沧州孟村人，清初武術家。
丁發祥因明末亂事，棄文從武，習得一身好武藝，精於拳法與摔跤。清康熙15年（公元1676年），在北京擊敗二位俄羅斯力士，獲得康熙皇帝召見，在御前表演，獲得皇帝賜匾，名盛一時。神力王达摩苏（一说即肃亲王）以他为武师。后来回归故里，性情沉静，乐善好施，灌园弄花，安居后半生。
其徒張四成，傳藝於吳鐘，遂開創出八極拳一派。